# Jainal Antel Sali Jr.
Jainal Antel Sali, Jr. (Zamboanga City, 1º giugno 1964 – Jolo, 16 gennaio 2007) è stato un rivoluzionario ed un leader separatista filippino.
Considerato come il più famoso esponente non arabo del fondamentalismo islamico, dal 2006 fino alla morte Sali è stato il leader dell'organizzazione terroristica Abu Sayyaf, affiliata ad al-Qāʿida.
Soprannominato "l'ingegnere", nel corso della sua vita Sali ha assunto numerose identità fittizie per sfuggire all'arresto: tra queste Abu Solaiman, Abu Solajman, Abu Sulaiman e Abu Sulayman. Egli era in grado di parlare il tagalog, il tausug, l'inglese e l'arabo.
La Corte distrettuale di Washington lo inserì nella lista degli indagati a causa delle sue numerose azioni criminali, tra cui gli omicidi ed i sequestri di persone, ai danni di civili e militari Stati Uniti d'America. Di conseguenza, l'FBI lo ha considerato uno dei terroristi più ricercati e nel 2006 ha posto sulla sua testa una taglia di cinque milioni di dollari (250.000.000 pesos filippini).

## Biografia

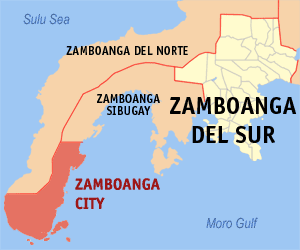
Penisola dello Zamboanga (in rosso il luogo di nascita di Sali)

Jainal Antel Sali fu uno dei più convinti sostenitori delle istanze separatiste provenienti dalla regione Autonoma nel Mindanao Musulmano, l'unica regione filippina a maggioranza islamica e la più povera della nazione: proprio per questo entrò giovanissimo nel Fronte di Liberazione Nazionale Moro (MNLF), partecipando ad alcune azioni di guerriglia contro l'esercito regolare nelle isole Basilan.
Quando nel 1990 Abdurajik Abubakar Janjalani, un musulmano radicale che si era opposto all'invasione sovietica dell'Afghanistan, fondò il Gruppo Abu Sayyaf Sali vi aderì entusiasticamente: con esso egli fu complice della progettazione di numerose azioni terroristiche, alcune riuscite come l'attentato al World Trade Center nel 1993 ed il bombardamento dell'aereo di linea Flight 434 nel 1994, altre fallite come il progetto Bojinka.
Il 18 dicembre 1998 Abdurajik Abubakar Janjalani rimase ucciso in uno scontro a fuoco con l'esercito regolare filippino: a capo del Gruppo Abu Sayyaf fu posto suo fratello Khadaffy Janjalani che tuttavia, avendo solo 23 anni, non era dotato dell'esperienza giusta per guidare una siffatta organizzazione. Per questo il nuovo leader si fece affiancare sempre più spesso da Sali, che in numerose circostanze prese le redini del movimento.
Nel frattempo gli scontri con l'esercito filippino si intensificavano, mentre dopo i fatti dell'11 settembre 2001 anche gli Stati Uniti d'America coadiuvarono le truppe regolari nella lotto contro i ribelli separatisti. Il 24 febbraio del 2006, dopo una dura battaglia, Khadaffy Janjalani e Jainal Antel Sali furono costretti alla ritirata per sfuggire ai nemici: il primo fu successivamente scovato ed ucciso (4 settembre) mentre il secondo riuscì a non farsi catturare.
Divenuto il leader del gruppo Abu Sayyaf, Sali nominò come suo vice Isnilon Totoni Hapilon ed intensificò gli scontri con l'esercito nazionale: in uno di questi, avvenuto a Jolo, trovò la morte dopo una lunga sparatoria: alcuni cittadini locali riconobbero il suo corpo ed anche gli esami del DNA confermarono la sua scomparsa.